# Suèvres
Suèvres ist eine französische Gemeinde mit 1.583 Einwohnern (Stand: 1. Januar 2022) im Département Loir-et-Cher in der Region Centre-Val de Loire. Sie gehört zum Arrondissement Blois und zum Kanton La Beauce.

## Geographie
Die Gemeinde Suèvres liegt etwa zwölf Kilometer nordöstlich von Blois. Am Südrand der Gemeinde fließt die Loire. Umgeben wird Suèvres von den Nachbargemeinden La Chapelle-Saint-Martin-en-Plaine im Norden, Mer im Nordosten, Courbouzon im Nordosten und Osten, Muides-sur-Loire im Osten und Südosten, Saint-Dyé-sur-Loire im Südosten und Süden, Maslives und Montlivault im Süden, Cour-sur-Loire im Südwesten und Westen sowie Mulsans im Westen und Nordwesten. Durch die Gemeinde führt die Autoroute A10 sowie die frühere Route nationale 152 (heutige D2152). Der Bahnhof der Gemeinde liegt an der Bahnstrecke Paris–Bordeaux.
Suèvres ist Etappenort an der Via Turonensis, einer Wegvariante des Jakobsweges.

## Bevölkerungsentwicklung
| Jahr                       | 1962 | 1968 | 1975 | 1982 | 1990 | 1999 | 2010 | 2021 |
| Einwohner                  | 1234 | 1244 | 1147 | 1307 | 1360 | 1371 | 1498 | 1538 |
| Quellen: Cassini und INSEE |      |      |      |      |      |      |      |      |

## Sehenswürdigkeiten
- Kirche Saint-Christophe aus dem 12./13. Jahrhundert, Umbauten aus dem 16. Jahrhundert
- Kirche Saint-Lubin aus dem 12. Jahrhundert, seit 1862 Monument historique
- Schloss Laloint
- Schloss Les Forges
- Schloss Diziers
- Schloss Grenouillère
- Schloss Les Bonneaux
- Ortsbefestigung von Suèvres

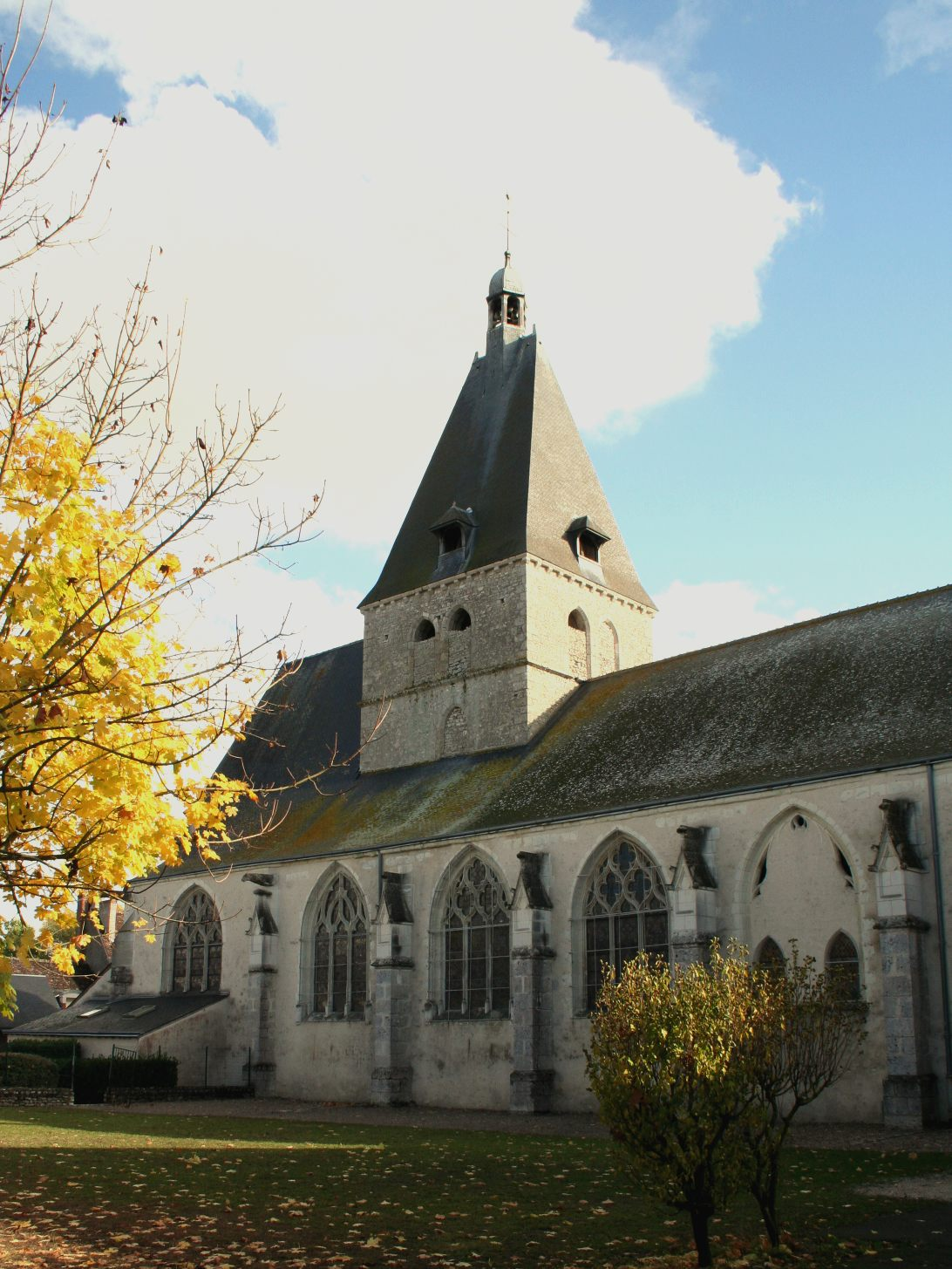
Kirche Saint-Christophe
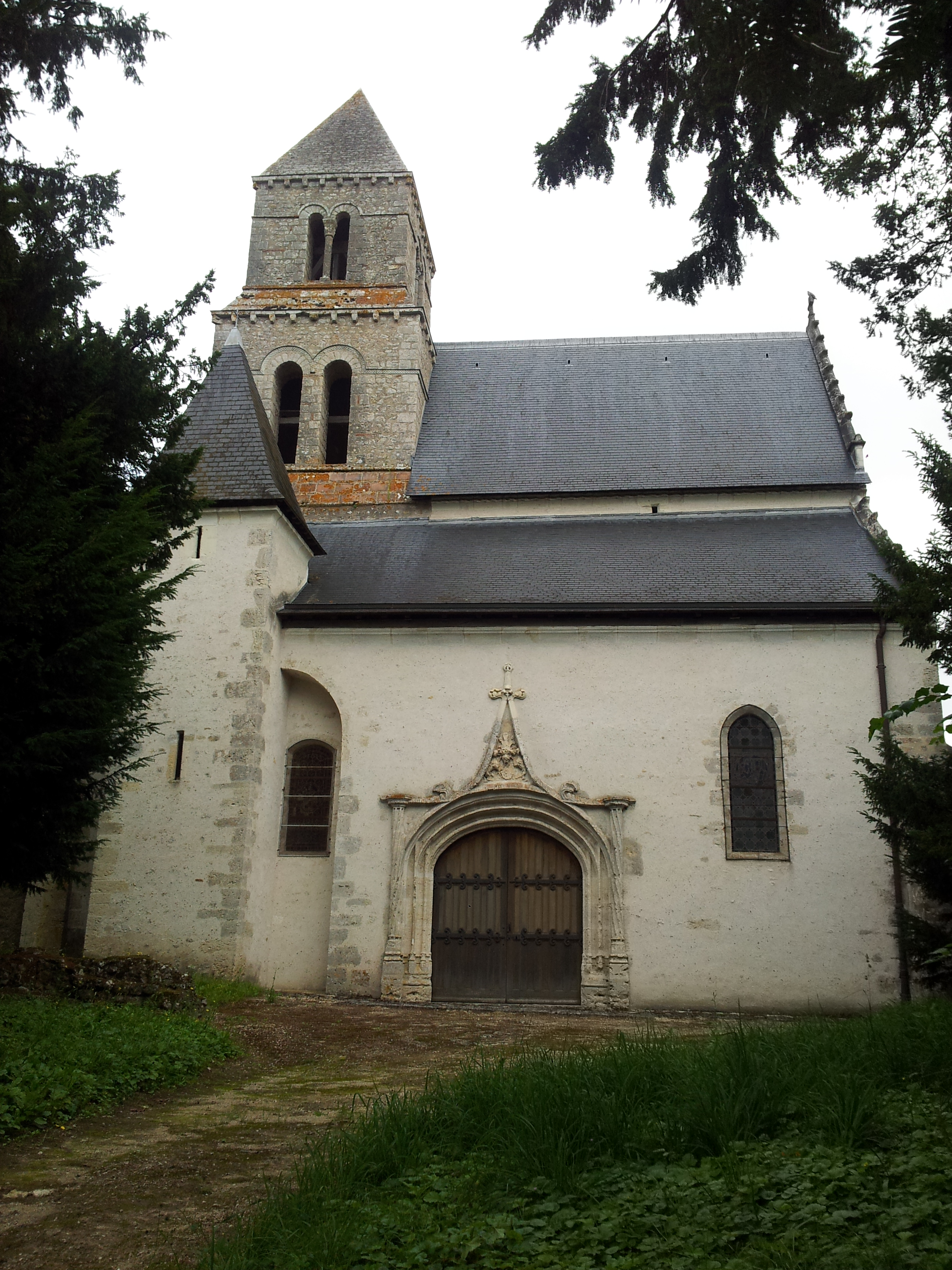
Kirche Saint-Lubin
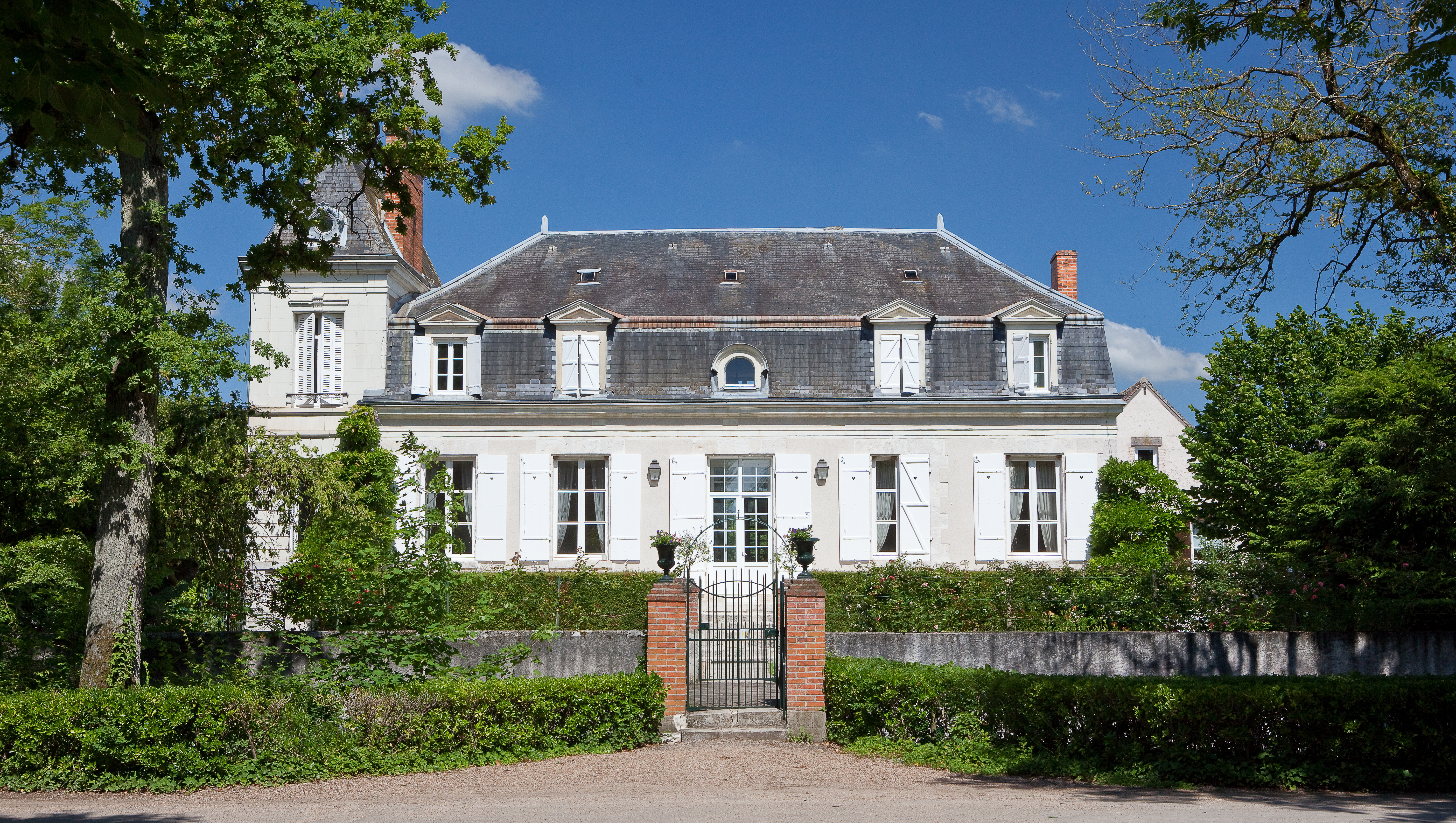
Schloss Grénouillère
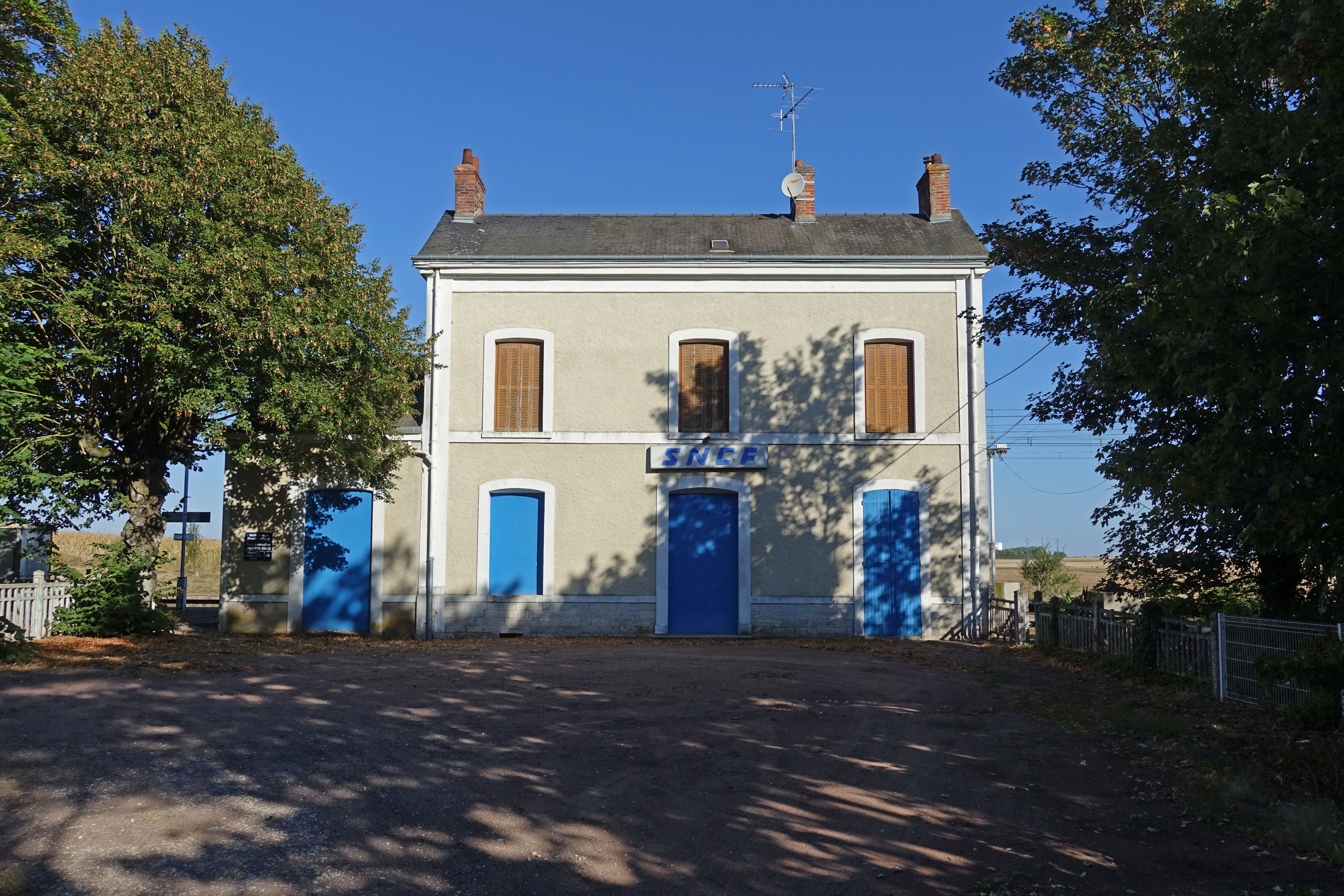
Bahnhof Suèvres

## Persönlichkeiten
- Philippe Fénelon (* 1952), Komponist